# Actinor
Actinor is een geslacht van vlinders in  de onderfamilie van de Hesperiinae in de familie van de dikkopjes (Hesperiidae). Het geslacht werd voor het eerst wetenschappelijk beschreven door Edward Yerbury Watson in een publicatie uit 1893.
Het geslacht is monotypisch, wat wil zeggen dat het maar één soort heeft, namelijk Actinor radians (Moore, 1878) uit de Himalaya.